# Dobbeltspillet
Dobbeltspillet (eng: The Hutt Gambit) er en amerikansk science fictionroman af A.C. Crispin fra 1997 og er den anden roman i Han Solo-trilogien, der følger Han Solo's liv fra teenageårene til begyndelsen af Star Wars Episode IV: Et nyt håb. I Dobbeltspillet følger man Han Solo's udvikling fra kejserlig kadet til smugler, samt mødet med Chewbacca.
| Star Wars | Spire Denne Star Wars-artikel er en spire som bør udbygges. Du er velkommen til at hjælpe Wikipedia ved at udvide den. |